# The Flying Buckaroo
Pour plus de détails, voir Fiche technique et Distribution.
The Flying Buckaroo est un film américain réalisé par Richard Thorpe, sorti en 1928.

## Synopsis
Bill Mathews croit que sa bien-aimée Sally Brown lui préfère son frère Henry. Par dépit, il part pour la ville. Il revient six mois plus tard, le jour même où le gang Delno pille la banque et prend Sally en otage. Bill suit les hors-la-loi en avion et se fait parachuter près de leur cachette dans la montagne. Il capture les bandits et sauve Sally, qui le convainc qu'elle n'a jamais aimé que lui.

## Fiche technique
- Titre original : The Flying Buckaroo
- Réalisation : Richard Thorpe
- Scénario : Betty Burbridge
- Photographie : Ray Ries
- Production exécutive : Lester F. Scott Jr.
- Société de production : Action Pictures
- Société de distribution : Pathé Exchange
- Pays de production :  États-Unis
- Langue originale : anglais
- Format : noir et blanc — 35 mm — 1,37:1 — Film muet
- Genre : Western
- Durée : 5 bobines - 1 393 m
- Date de sortie :
  - États-Unis :25 novembre 1928

## Distribution
- Wally Wales : Bill Mathews
- Jack D'Oise : Henry Mathews
- J.P. Lockney : M. Mathews
- Fanny Midgley : Mme Mathews
- Duane Thompson : Sally Brown
- Mabel Van Buren : Mme Brown
- Charles K. French : Brown, le banquier
- Slim Whitaker : Delno
- Helen Marlowe : une fille de la ville
- Bud McClure : le  shérif